# ヘイ! マダム
『ヘイ! マダム』は、1977年（昭和52年）9月にシャネル・ファイブ（旧原みつるとシャネル・ファイブ）がリリースした日本のシングルである。

## 略歴・概要
1971年（昭和46年）7月にシングル『稚内ブルース』でレコードデビューした「原みつるとシャネル・ファイブ」は、1975年（昭和50年）にライヴ・アルバム『シャネル・ファイブ・イン・サッポロ』を発表した翌年の1976年（昭和51年）2月5日、リーダーの「原みつる」が、「平田満」として、シングル『愛の狩人』でソロデビュー、平田のバックバンド「シャネル・ファイブ」となった。
「シャネル・ファイブ」は、平田のバックバンドとして、平田のソロセカンドシングル『東村山音頭』（1976年）に参加、同年の平田のアルバム『愛の狩人』にも、「平田満＋シャネル・ファイブ」名義で参加している。
1977年（昭和52年）9月、「シャネル・ファイブ」単独でリリースしたシングルが本シングル『ヘイ! マダム』である。従来もリードヴォーカルは「原みつる」だけではなく、ドラムスの新田憲幸の楽曲も存在したのだが、今回も新田がヴォーカルをとっている。原（平田）が在籍したデビュー時とはメンバーが異なり、メンバーはヴォーカル新田のほかは、梅村良一（ギター）、吉田豊（ドラムス、新）、若山雅之（ベース、新）、宍戸勉（キーボード、新）である。
作詞には、前年の内山田洋とクールファイブのヒット曲『東京砂漠』（1976年）を手がけた吉田旺、作曲・編曲には、平田隆夫とセルスターズのヒット曲『ハチのムサシは死んだのさ』（1972年）や平田満のソロデビューシングル『愛の狩人』（1976年）の編曲者土持城夫が起用された。
『ヘイ! マダム』の歌詞の内容は、30代を迎えた既婚女性に年下の男性がツイストやジルバのダンスを申し込むというもので、歌詞に「ダンス・ウィズ・ミー」というフレーズがある。和田アキ子の浜田省吾による楽曲『ダンス・ウィズ・ミー』が前年の1976年（昭和51年）11月25日に発売されている。『惚れて振られて又惚れて』は女性が男性に恋をし失恋をしまた恋をするというタイトル通りの構成で、歌詞にポール・アンカの楽曲『クレイジー・ラブ』（1958年）のタイトルが引用されている。曲調は前者が明るいポップス、後者がツイスト調のロック・ポップスである。
ジャケットデザインは、ヨーロッパ人系女性のポートレートにアンディ・ウォーホル調の処理をほどこしたものである。『10人のリズ』（1963年）やのちにラッツ&スターのアルバム『SOUL VACATION』（1983年）に提供したウォーホルのデザイン・ワークの系統である。
2009年（平成21年）5月現在、CD・デジタル化された音源は存在していない。

## 収録曲
1. ヘイ! マダム
  - 作詞吉田旺、作曲・編曲土持城夫
  - 音楽出版社 日音
  - 演奏時間 3分48秒
2. 惚れて振られて又惚れて
  - 作詞吉田旺、作曲・編曲土持城夫
  - 音楽出版社 日音
  - 演奏時間 3分8秒

## 註
1. ↑  アルバム『愛の狩人』（1976年、キングレコード）のジャケット、盤面、およびライナーの記述を参照。
2. 1 2 3 4 5  シングル『ヘイ! マダム』のジャケットの記述を参照。